# 사사에 겐이치로
사사에 겐이치로(일본어: 佐々江 賢一郎, 1951년 9월 25일 ~ )는 일본의 외교관이다.

## 인물
오카야마현 구라시키시 출신으로 도쿄 대학 법학부를 졸업하고 1974년 외무성에 입성, 외무성 경제국장, 아시아 대양주국장, 외무심의관(정무 담당) 등을 역임했고, 2010년에 외무사무차관로 승진했다. 2012년에 차관 경험자로서는 외무성 기밀비 유용 사건 이래 11년 만의 주미국 특명전권대사로 부임했고 2018년까지 역임했다.

## 주요 경력
- 1974년 3월 : 도쿄 대학 법학부 졸업
- 1974년 4월 : 외무성 입성
- 외무성에 근무하면서 어학 연수(미국 스와스모어 대학교), 주미국 일본대사관 1등 서기관, 외무성 북미국 북미 제2 과장, 영국 국제전략문제연구소 연구원, 유엔 난민 고등판무관(UNHCR) 보좌관(스위스 제네바) 등을 역임.
- 1997년 : 외무성 아시아국 북동아시아과장
- 1999년 : 외무성 아시아국 참사관
- 2000년 4월 : 총리 비서관(제1차 모리 내각)
- 2001년 4월 : 종합외교정책국 심의관
- 2002년 3월 : 외무성 경제국장
- 2005년 1월 : 외무성 아시아 대양주국장
- 2008년 1월 : 외무심의관(정무 담당)
- 2010년 8월 : 외무사무차관
- 2012년 9월 ~ 2018년 1월: 주미국 특명전권대사

## 참고 자료
- (일본어) 워싱턴 DC 일본상공회 회보(2013년 4월호)